# 愛の詩 (今井美樹の曲)
「愛の詩」（あいのうた）は、今井美樹の24枚目のシングル。2005年7月27日発売。発売元は東芝EMI。

## 解説
本作は表題曲・カップリングのInstrumentalが未収録。

## 収録曲
1. 愛の詩
  - 作詞　岩里祐穂／作曲　川江美奈子／編曲　武部聡志

TBS系連続ドラマ「女系家族」主題歌
2. 素敵な一日でありますように...
  - 作詞・作曲　布袋寅泰／編曲　河野圭

フジテレビ系「めざにゅ〜」テーマソング